# Friedrich Bessel
Friedrich Wilhelm Bessel (Minden, 1784. július 22. – Königsberg, 1846. március 17.) német természettudós, csillagász, geodéta, matematikus, Carl Friedrich Gauss kortársa.

## Élete
1784. július 22-én született Mindenben, Észak-Rajna-Vesztfália egyik kisvárosában és 1846. március 17-én hunyt el Königsbergben (Kalinyingrád) Kelet-Poroszország akkori fővárosában. Szülei kereskedőnek szánták, és 1799-ben egy brémai kereskedőhöz adták tanulónak. Azonban a kamatszámítás helyett a hajózáshoz, a navigációhoz szükséges csillagászat és matematika jobban érdekelte, ezeket kezdte tanulmányozni. Mégsem lett tengerész – az utókor nagy szerencséjére.
Nem volt a korabeli gyakorlati csillagászatnak olyan ága, amelyben ne adott volna az utókornak valamilyen kulcsot további zárak kinyitásához, s ez a munkássága eredményezte, hogy róla mint a gyakorlati csillagászat atyjáról beszélünk. Ennél nagyobb megtiszteltetésben csak Gauss részesült az utókor részéről, akit a „matematika koronázatlan királyának” szoktak nevezni. Különösen fontos munkája a 61 Cygni jelzésű csillag távolságának megmérése, amelyet 1838-ban fejezett be. Azonban Bessel munkássága nem csupán a gyakorlati, hanem az elméleti csillagászatra, a matematikára és a geodéziára is kiterjedt.

## Munkássága
1804-ben, 20 éves korában kiszámította a Halley-üstökös pályáját Thomas Harriot 1607. évi megfigyelésének adataiból.
Ezt a dolgozatát bemutatta Heinrich Wilhelm Olbersnek, aki tanítványává fogadta, és később így nyilatkozott róla: „egész csillagászati működésemnél nagyobb értékűnek tartom azt, hogy Besselt sikerült a csillagászatnak megnyernem”.

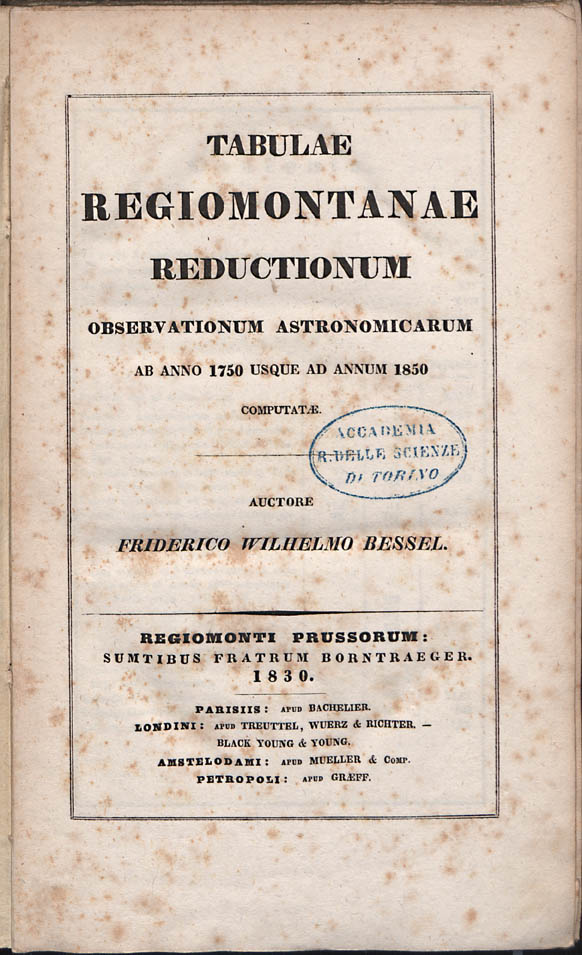
Tabulae Regiomontanae reductionum observationum astronomicarum ab anno 1750 usque ad annum 1850 computatae, 1830

1805-ben Olbers javaslatára Híeronymus Schröter alkalmazta lilienthali obszervatóriumában, ahol a megfigyelési feladatai mellett folytatta korábban kezdett vizsgálatait, melyek eredményeképpen 1818-ban Königsbergben kiadott Fundamenta astronomiae deducta ex observationibus James Bradley című publikációjában megadta a refrakció, a precesszió és az aberráció állandóit.
Bessel és Bradley megfigyelései igen sok csillagra terjedtek ki. Az említett állandók kiszámításánál igen komoly hibaszámítási ismeretekkel is kellett rendelkezni. Bessel maga mondta egy előadásában: Igaz mérési adatokról nem lehet szó, az adatok csak valószínű értékek, amelyeknek a valószínűsége annál nagyobb, minél kisebb az átlagostól való eltérések maximuma. Bernoulli és Gauss eredményeit ismerve maga is foglalkozott az idevágó matematikai kutatásokkal. A trigonometrikus polinomokra vonatkozó Bessel-féle feladatot ma is alkalmazzák a matematikát segédtudományként használó kutatásoknál.

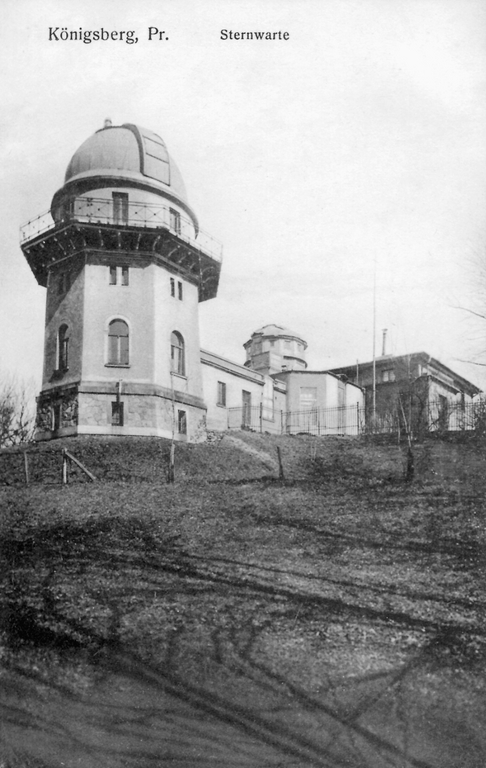
Egyetemi csillagvizsgáló, Königsberg

1810-ben III. Frigyes Vilmos porosz király meghívta a Königsbergi Egyetemre, és megbízta az egyetemi csillagvizsgáló megszervezésével. 1813-ban készült el az intézet, amelyet Bessel haláláig vezetett. A szegényes műszerpark kezdetben elméleti kutatásokra kényszerítette. Ebben az időben vizsgálta a nevét viselő függvényt és egyenletet. A Bessel-féle függvény a Bessel-féle differenciálegyenlet megoldása, és a transzcendens függvények osztályába tartozik. A nulladrendű Bessel-függvény a kör alakú lemez rezgését és a körhullámokat írja le. Maga Bessel az egyenletet a bolygók perturbációszámítására használta, és vele kielégítő megoldást adott a Kepler-problémára.
1819-ben bővült a königsbergi intézet műszerállománya. Kaptak egy Reichenbach-meridiánt, és azzal mintegy 75 000 csillagot figyeltek meg. Eközben fedezte fel a „személyi egyenletet”: minden megfigyelő mást észlel, de az egyes megfigyelők tévedéseiben van olyan rendszeresség, amit figyelembe véve a mérések pontossága fokozható. Konzervatív tudós lévén az asztrofizika eredményeit gyanakodva fogadta: úgy vélte, a csillagászat feladata az égi objektumok helyzetének és pályájának minél pontosabb megadása.
1826-ban Berlinben meghatározta a másodpercinga hosszát. Erről az Untersuchungen über die Lange des einfachen Secundenpendels für Berlin című munkájában számolt be.
1831–32-ben Kelet-Poroszországban Baeyerral háromszögeléseket végzett, és meghatározta egy meridiánfok pontos hosszát.
1841-ben az addig ismert 10 legjobb fokmérésből megállapította a Föld lapultságát. Az eredmény Gradmessung in Ostpreussen und ihre Verbindung mit preussischen und russischen Dreiecksketten címmel 1838-ban jelent meg Königsbergben. Számításai szerint az egyenlítői sugár a = 6377,397 km, a sarki sugár b = 6356,079 km. Eszerint a lapultság 1:299,15, ami összevetve Hayford 1909. évi mérésével (1:296,95) és Kraszovszkij 1936. évi eredményével (1:298,78) az ő korában kiváló eredménynek számít.

## Az első kozmikus távolság-mérés
1837 augusztusától 1838 októberéig figyelte a 61 Cygni mozgását. A mérések eredményeként azt kapta, hogy a csillag az égbolton olyan ellipszist ír le, amilyent a csillagnak az ekliptikához való viszonyából várt. Az ellipszis fél nagytengelyét 0,36"-nyinek találta, vagyis ekkora szög alatt látszana a földpálya fél nagytengelye a csillagról (parallaxis). Ebből az adatból már egyszerű számítással adódik, hogy a csillag távolsága 2,78 pc (parszek), azaz 9 fényév. Később még tökéletesebb műszerekkel a 61 Cygni parallaxisát 0,30"-nek mérték.

## Tudományos elismerései
- 1829: A brit Királyi Csillagászati Társaság aranyérme első alkalommal
- 1841: A brit Királyi Csillagászati Társaság aranyérme második alkalommal
- 1842: Pour le Mérite-emlékérem

## A Bessel nevét viselő fogalmak
- Bessel-ellipszoid, a Föld egyik geodéziai modellje
- Bessel-féle differenciálegyenlet és a Bessel-féle függvények
- Bessel-féle korrekció
- Bessel-pont a megterhelt gerenda optimális felfüggesztési pontja
- Bessel-egyenlőtlenség
- Bessel-Epocha és a Bessel-év
- Bessel-metódus az optikai számításoknál alkalmazott eljárás
- Bessel-féle interpolációs formula és az interpolációs polinom
- Bessel-féle szűrő
- Bessel-kráter a Holdon